# 義勇会
義勇会（ぎゆうかい）は、東京都新宿区歌舞伎町に本部を置く暴力団で、指定暴力団・住吉会の三次団体。上部団体は幸平一家。

## 略歴
1980年（昭和55年）7月に当時の住吉連合会、幸平一家、池田会、原田組の若頭であった金亨東（義勇会会長）が原田組組長の原田勇に義理を尽す会として結成した。当時は今の様なヤクザとしての組織ではなく、愚連隊として活動していた。
金会長の教えは『筋が通っているなら一歩も退くな』であり、当時義勇会の勢力下であった原宿の路上で他組織と喧嘩になり相手の右目を素手でえぐり出してしまった事件は有名で、恐れられた。義勇会の行動範囲は広く、原田組のあった池袋に留まらず新宿、渋谷、原宿、港区、世田谷区などの繁華街や若者の多く集まる場所で、埼玉、千葉といった他県にも及ぶ。義勇会構成員は30人。

## 最高幹部
会長 - 金 亨東（幸平一家幹事長補佐、東中野貸元）
幹事長 - 三戸慶太郎